# Гунтерсхаузен
Гунтерсхаузен (нем. Guntershausen) — населённый пункт в Швейцарии, в кантоне Тургау.
Входит в состав округа Фрауэнфельд. Находится в составе коммуны Адорф. Население 1326 чел.